# Bundesaufnahmeprogramm für besonders gefährdete Menschen aus Afghanistan
Das Bundesaufnahmeprogramm für besonders gefährdete Menschen aus Afghanistan ist ein im Oktober 2022 gestartetes Programm der deutschen Bundesregierung, mit dem besonders gefährdete Menschen aus Afghanistan nach der Machtergreifung durch das de-facto-Regime der Taliban im August 2021 in Deutschland aufgenommen werden sollen. Zugleich soll das Programm ausdrücklich die Aufnahme- und Integrationsfähigkeit Deutschlands berücksichtigen.
Das Programm, das sich unter anderem an ehemalige Ortskräfte der Bundesregierung in Afghanistan und deren Familienangehörige richtet, sieht eine Aufnahmezusage nach § 23 Abs. 2 AufenthG vor. Die erteilte Aufnahmezusage steht unter dem Vorbehalt des Visumverfahrens sowie des Ergebnisses von Sicherheitsüberprüfungen; diese werden in Pakistan an der deutschen Botschaft Islamabad durchgeführt.
Das Bundesaufnahmeprogramm war im Koalitionsvertrag 2021–2025 vorgesehen und wurde in Zusammenarbeit mit der Zivilbevölkerung, darunter der deutschen Hilfsorganisation Kabul Luftbrücke, entwickelt. Als das Bundesaufnahmeprogramm am 17. Oktober 2022 startete, hatten bereits fast 26.000 Ortskräfte und besonders gefährdete Afghanen die von der Bundesregierung ermöglichten Aufnahmewege nach Deutschland genutzt. Im Rahmen des neuen Programms sollten Aufnahmezusagen für bis zu 1.000 Personen pro Monat erteilt werden. Faktisch wurde in den ersten sechs Monaten keine Person über dieses Programm aufgenommen, und Ende März 2023 stoppte die Bundesregierung vorübergehend gänzlich die Visavergabe und Einreise über das Programm. Diesen Schritt begründete sie damit, dass es Hinweise auf mögliche Missbrauchsversuche gegeben hatte. Nach Medienrecherchen warteten mit Stand vom Mai 2023 mehr als 14.000 Menschen aus Afghanistan trotz Aufnahmezusage auf ihre Reise nach Deutschland; viele von ihnen hielten sich in Pakistan und im Iran auf. Ende Juni 2023 lief das Programm wieder an, mit der Vorgabe, in Islamabad intensive Sicherheitsinterviews als zusätzliche Sicherheitsmaßnahme durchzuführen.
Anlässlich einer Kleinen Anfrage der Linkspartei gab die Bundesregierung bekannt, dass bis zu diesem Zeitpunkt (Mitte September 2023) noch keine Person über das Bundesaufnahmeprogramm nach Deutschland gekommen war. Bis April/Mai 2024 kamen nach Angaben der Bundesregierung insgesamt mehr als 33.200 ehemalige afghanische Ortskräfte, deren Familienangehörige oder andere gefährdete Afghaner mit Unterstützung der Bundesregierung nach Deutschland, wobei diese Zahl allerdings verschiedene Aufnahmeverfahren umfasst; über das Bundesaufnahmeprogramm kamen bis Mitte April 2024 insgesamt 290 Personen.
Auch 2025 sind Menschen nach Deutschland gebracht worden; es handelt sich um mehrere Flüge als Teil des Bundesaufnahmeprogramms Afghanistan.